# كونتيسة داش
كونتيسة داش (بالفرنسية: Comtesse Dash)‏ هي كاتِبة فرنسية، ولدت في 2 أغسطس 1804 في بواتييه في فرنسا، وتوفيت في 11 سبتمبر 1872 في باريس في فرنسا.